# Rabadan

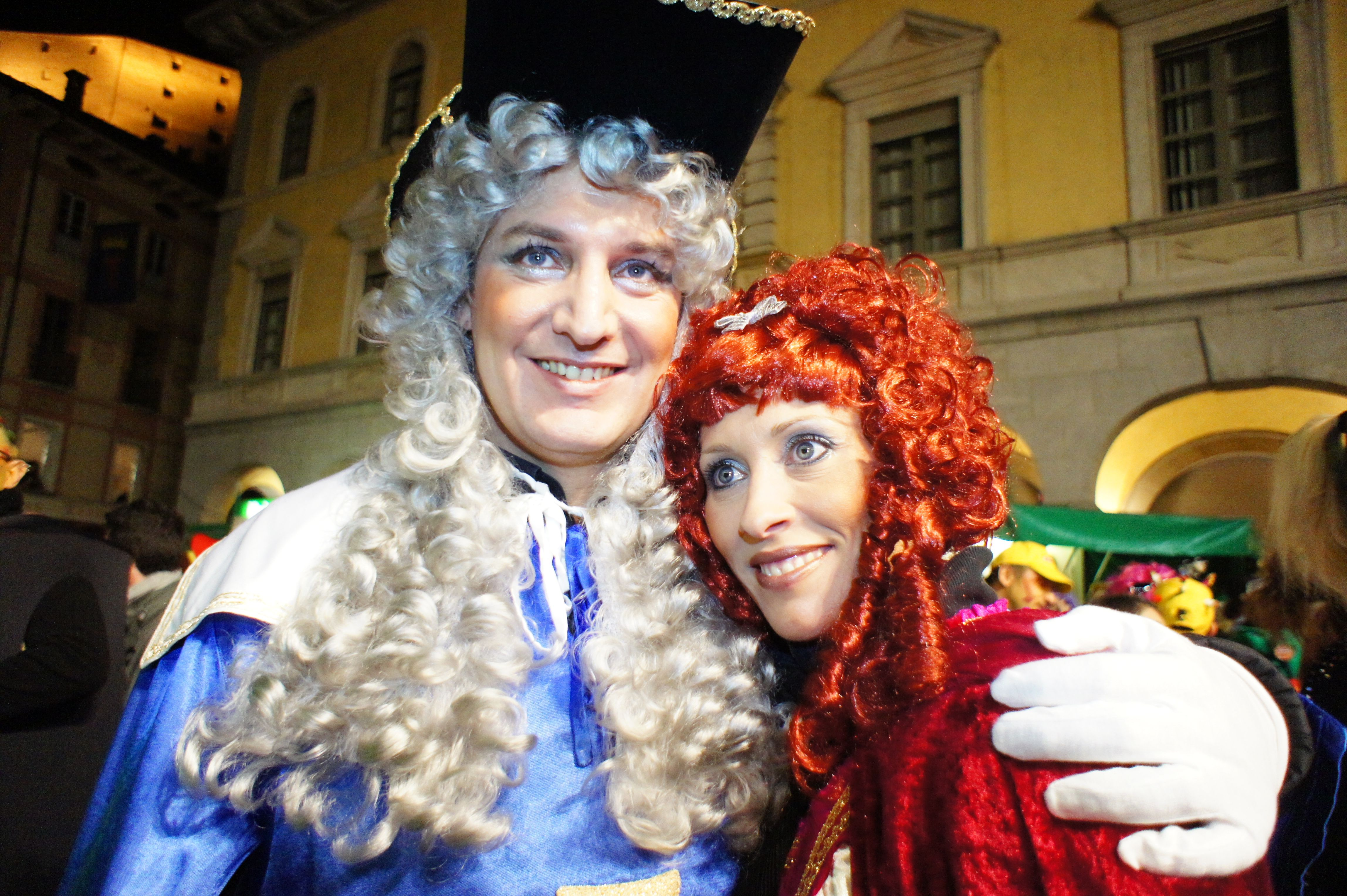
Am Bellinzoneser Karneval 2012

Rabadan ist die Dialektbezeichnung für den Karneval in Bellinzona. Der Rabadan ist die grösste Tessiner Karnevalsveranstaltung und eine der grössten der Schweiz. 
Jedes Jahr ziehen zahlreiche Attraktionen bis zu 150'000 Besucher an. Offiziell beginnt das närrische Treiben am Donnerstagabend, wenn der Stadtpräsident die Schlüssel der Stadt an Seine Majestät König Rabadan übergibt. Das Fest erstreckt sich während der settimana grassa («fette Woche») vom Donnerstag bis zum Dienstag, dem Tag vor Aschermittwoch.
Die Veranstaltung setzt sich am Samstagabend mit dem Guggenmusikkonzert fort. Am Sonntagnachmittag folgt dann der grosse Fasnachtsumzug, der jeweils 20'000 bis 30'000 Zuschauer in die Kantonshauptstadt lockt.

## Geschichte
Das Mailänder Dialektwort rabadán bedeutet Lärm oder Radau. Der Karneval geht auf das Jahr 1862 zurück. Seit 1865 gibt es am Karneval ein Risottoessen, seit 1875 einen Umzug, der durch die ein Jahr zuvor gegründete Società del Rabadan organisiert wird. 1958 ist in Bellinzona die erste Guggenmusik des Tessins entstanden, die «Ciod stonaa».

## Ablauf
Am Donnerstag hält der Karnevalskönig nach der Übernahme des Schlüssels abends um 20.15 Uhr eine Rede. König Rabadan trägt eine Krone und ein Zepter in der Form eines Nagels. Deshalb nennt sich Bellinzona während des Karnevals Chiodopoli («Nagelstadt»).
Der Freitag ist für Kinderumzüge und ein Mittagessen für Senioren reserviert. Am Samstag finden Platzkonzerte von Tessiner Guggenmusiken statt. Gastgruppen aus der Deutschschweiz werden eingeladen. Das Königspaar mit Familie führt am Sonntagnachmittag den Umzug mit vielen Wagen von Gesellschaften aus dem ganzen Kantonsgebiet an. Der Corteo mascherato lockt jeweils bis zu 30'000 Zuschauer an.
Am Dienstag bildet ein kostenloses Essen mit Risotto alla milanese und Luganighe (Schweinswürsten) den Abschluss des Karnevals.